# Szabadkőműves gyászzene
Wolfgang Amadeus Mozart 1785-ben  írta Szabadkőműves gyászzene, K. 477 (479a) című művét.

## Keletkezéstörténet
Mozart a szabadkőműves mozgalommal 1781 után került közeli kapcsolatba, 1784. december 14-én pedig Joseph Haydnhoz hasonlóan – akit ő ajánlott és 1785 tavaszán avatták – tagja lett a „Zur Wohltätigkeit” nevű páholynak, amelyből két másik páhollyal együtt 1786-ban létrejött a  „Zur gekrönten Hoffnung” páholy. A főmester akkoriban Otto Heinrich von Gemmingen-Hornberg, Mozart régi jó barátja volt.  Apját is rábírta, hogy lépjen be a mozgalomba, akit szintén 1785-ben avattak fel.
Mozart életművén a szabadkőművesség az alkalmakhoz írt kompozíciók (17 mű)szintjén is észrevehető:
- Maurerfreude (Szabadkőműves öröm) c. kantáta (K 471)
- Die ihr des unermesslichen Weltalls Schöpfer ehrt (Ti, kik a mérhetetlen világmindenség teremtőjét tisztelitek) c. kantáta (K 619)
- Kis szabadkőműves kantáta (K 623), amelynek szövegét a Varázsfuvola librettistája, Schikaneder írta
- Néhány dal és a A varázsfuvola című opera

A mű indítéka két páholytag elhunyta: egyikük a páholy főmestere, a magyar Esterházy Ferenc gróf, másikuk August von Mecklenburg-Strelitz herceg.

## Zenéje
Mozart szinte önálló zenei stílust teremtett szabadkőműves zenéivel. A szertartászenék hagyományos felhasználója, a katolikus egyház élesen szemben állt a mozgalommal, ezért Mozart számára kapóra jöhetett, hogy itt nem kötötték a katolikus egyház zenei rendjére jellemző tradíciók. Ennek ellenére azért számos elem a katolikus rituáléból származik Mozart szabadkőműves zenéiben is.
Jellege a Requiemhez hasonló, itt figyelhetjük meg először a búcsúzó művek személyes hangját, preromantikus mélabúját.
A rövid darab lassú, ünnepélyes indulózenéje gregorián dallamot használ fel. A középső szakasz érdekessége, hogy Mozart a középkori ún. „tonus pellegrinust”, a vándorló dallamot használja fel, amely a nagyheti katolikus liturgia része volt, s számos más gyászzenében is felbukkant (például Mozart a Requiemben is él vele)
A hangszerelése annyiból extrém, hogy a szokásos fafúvósok mellett basszetkürtöket szerepeltet.